# Macristis
Macristis is een geslacht van vlinders van de familie spinneruilen (Erebidae), uit de onderfamilie Hypeninae.

## Soorten
- M. bilinealis Barnes & McDunnough, 1912
- M. geminipunctalis Schaus, 1916
- M. pharosalis Schaus, 1916
- M. schausi Barnes & Benjamin, 1924